# تپه عادل خانی
تپه عادل خانی در شهرستان خرم‌آباد، بخش دوره چگنی، دهستان تشکن، ۳۰۰ متری جنوب روستای کریه ۲ واقع شده و این اثر در تاریخ ۲۲ اسفند ۱۳۸۵ با شمارهٔ ثبت ۱۸۱۷۱ به‌عنوان یکی از آثار ملی ایران به ثبت رسیده است.